# Napoléon Henri Reber
Napoléon Henri Reber (Mulhouse, 21 de octubre de 1807-París, 24 de noviembre de 1880) fue un compositor francés.
Estudió con Anton Reicha y Jean-François Lesueur, compuso música de cámara, y puso música a los nuevos poemas de los mejores poetas franceses. Profesor de armonía en el Conservatorio de París desde 1851, donde tuvo entre otros alumnos a Georges Hüe, Eugène-Émile Díaz de la Peña, Karol Mikuli y Léon Ehrhart. Sucedió a Jacques Fromental Halévy como profesor de composición en 1862. Fue nombrado inspector del Conservatorio el 1871 y escogido en sustitución de George Onslow para formar parte de la Academia de Bellas Artes en 1853.
Entre sus obras se encuentran el ballet Le Diable amoureux (1840); y cinco óperas: La Nuit de Noël (1848), Le Père Gaillard (1852), Las Papillotes de M. Benoist (1853) y Les Dames capitaines (1857). Publicó igualmente un Tratado de armonía (1862).